# Yanet Gebremedhin
Yanet Seyoum Gebremedhin (ur. 9 lipca 1994 w Kembolczy) – etiopska pływaczka.
Jej ojciec jest kierowcą, a matka pracuje w firmie telekomunikacyjnej. Pływanie zaczęła trenować w wieku 12 lat. W 2009 wystartowała na mistrzostwach świata, na których była 132. na 50 m stylem grzbietowym oraz została zdyskwalifikowana na 50 m stylem dowolnym. W 2010 wystąpiła na igrzyskach olimpijskich młodzieży, na których wystartowała na 50 m stylem grzbietowym i 50 m stylem dowolnym. W obu konkurencjach odpadła w eliminacjach, zajmując ostatnie, 8. miejsce w swoich wyścigach. W tym samym roku wzięła również udział w mistrzostwach świata na krótkim basenie, na których uplasowała się na 95. pozycji na 50 m stylem dowolnym i ostatniej, 70. na 50 m stylem grzbietowym. W 2011 wystartowała na mistrzostwach świata, na których była 56. na 50 m stylem grzbietowym i 73. na 50 m stylem dowolnym. W 2012 wystąpiła na igrzyskach olimpijskich, na których zajęła 65. miejsce. Była chorążym reprezentacji Etiopii na tych igrzyskach. Jest pierwszą etiopską pływaczką, która wystąpiła na igrzyskach olimpijskich.